# Vuelta a Bélgica 2021
La 90.ª edición del Vuelta a Bélgica fue una carrera de ciclismo en ruta por etapas que se celebró entre el 9 y el 13 de junio de 2021 con inicio y final en la ciudad de Beveren en Bélgica. El recorrido consta de un total de 5 etapas sobre una distancia total de 692,3 km.
La carrera hizo parte del circuito UCI ProSeries dentro de la categoría 2.Pro y fue ganada por el belga Remco Evenepoel del Deceuninck-Quick Step. Completaron el podio, como segundo y tercer clasificado respectivamente, los también belgas Yves Lampaert, compañero de equipo del vencedor, y Gianni Marchand del Tarteletto-Isorex.

## Equipos participantes
Tomaron parte en la carrera 20 equipos: 8 de categoría UCI WorldTeam, 9 de categoría UCI ProTeam y 3 de categoría Continental. Formaron así un pelotón de 144 ciclistas de los que acabaron 137. Los equipos participantes fueron:
| WorldTeams (8)- Bora-Hansgrohe - Deceuninck-Quick Step - Intermarché-Wanty-Gobert Matériaux - Jumbo-Visma - Lotto Soudal - Qhubeka Assos - Team DSM - Trek-Segafredo ProTeams (9)- Alpecin-Fenix - Arkéa-Samsic - B&B Hotels p/b KTM - Bardiani CSF Faizanè - Bingoal Pauwels Sauces WB - Team Novo Nordisk - Sport Vlaanderen-Baloise - Total Direct Énergie - Vini Zabù Equipos continentales (3)- BEAT Cycling - Baloise-Trek Lions - Tarteletto-Isorex |
| |

## Etapas
| Etapa     | Fecha     | Recorrido                        | type                    | Distancia (km) | Ganador         | Líder           |
| --------- | --------- | -------------------------------- | ----------------------- | -------------- | --------------- | --------------- |
| 1.ª etapa | 9 de jun  | Beveren – Maarkedal              | etapa llana             | 175,3          | Robbe Ghys      | Remco Evenepoel |
| 2.ª etapa | 10 de jun | Knokke-Heist – Knokke-Heist      | contrarreloj individual | 11,2           | Remco Evenepoel | Remco Evenepoel |
| 3.ª etapa | 11 de jun | Gingelom – Scherpenheuvel-Zichem | etapa llana             | 174,4          | Caleb Ewan      | Remco Evenepoel |
| 4.ª etapa | 12 de jun | Hamoir – Hamoir                  | etapa escarpada         | 152,7          | Caleb Ewan      | Remco Evenepoel |
| 5.ª etapa | 13 de jun | Turnhout – Beringen              | etapa llana             | 178,7          | Mark Cavendish  | Remco Evenepoel |

## Desarrollo de la carrera

### 1.ª etapa
| Beveren - Maarkedal | etapa llana | (175,3 km) |

| \| Clasificación de la etapa \| Clasificación de la etapa \| Clasificación de la etapa \| Clasificación de la etapa \| Clasificación de la etapa \| \| Ciclista \| Ciclista \| Equipo \| Tiempo \| \| \| ------------------------- \| ------------------------- \| ---------------------------------- \| ------------------------- \| ------------------------- \| \| 1.º \| Robbe Ghys \| Sport Vlaanderen-Baloise \| 4 h 05 min 15 s \| \| \| 2.º \| Remco Evenepoel \| Deceuninck-Quick Step \| + 0 s \| \| \| 3.º \| Gianni Marchand \| Tarteletto-Isorex \| + 0 s \| \| \| 4.º \| Jasper Philipsen \| Alpecin-Fenix \| + 28 s \| \| \| 5.º \| Jasper De Buyst \| Lotto-Soudal \| + 28 s \| \| \| 6.º \| Toon Aerts \| Baloise Trek Lions \| + 28 s \| \| \| 7.º \| Ide Schelling \| Bora-Hansgrohe \| + 28 s \| \| \| 8.º \| Boy van Poppel \| Intermarché-Wanty-Gobert Matériaux \| + 28 s \| \| \| 9.º \| Bryan Coquard \| B&B Hotels p/b KTM \| + 28 s \| \| \| 10.º \| Pascal Eenkhoorn \| Jumbo-Visma \| + 28 s \| \| |                  |                                    |                 |
| |                  |                                    |                 |
| Fuente: ProCyclingStats |                  |                                    |                 |
| Clasificación de la etapa |                  |                                    |                 |
| Ciclista | Ciclista         | Equipo                             | Tiempo          |
| 1.º | Robbe Ghys       | Sport Vlaanderen-Baloise           | 4 h 05 min 15 s |
| 2.º | Remco Evenepoel  | Deceuninck-Quick Step              | + 0 s           |
| 3.º | Gianni Marchand  | Tarteletto-Isorex                  | + 0 s           |
| 4.º | Jasper Philipsen | Alpecin-Fenix                      | + 28 s          |
| 5.º | Jasper De Buyst  | Lotto-Soudal                       | + 28 s          |
| 6.º | Toon Aerts       | Baloise Trek Lions                 | + 28 s          |
| 7.º | Ide Schelling    | Bora-Hansgrohe                     | + 28 s          |
| 8.º | Boy van Poppel   | Intermarché-Wanty-Gobert Matériaux | + 28 s          |
| 9.º | Bryan Coquard    | B&B Hotels p/b KTM                 | + 28 s          |
| 10.º | Pascal Eenkhoorn | Jumbo-Visma                        | + 28 s          |

| \| Clasificación general \| Clasificación general \| Clasificación general \| Clasificación general \| Clasificación general \| \| Ciclista \| Ciclista \| Equipo \| Tiempo \| \| \| --------------------- \| --------------------- \| ---------------------------------- \| --------------------- \| --------------------- \| \| 1.º \| Remco Evenepoel \| Deceuninck-Quick Step \| 4 h 05 min 00 s \| \| \| 2.º \| Robbe Ghys \| Sport Vlaanderen-Baloise \| + 5 s \| \| \| 3.º \| Gianni Marchand \| Tarteletto-Isorex \| + 8 s \| \| \| 4.º \| Dimitri Claeys \| Qhubeka Assos \| + 41 s \| \| \| 5.º \| Jasper Philipsen \| Alpecin-Fenix \| + 43 s \| \| \| 6.º \| Jasper De Buyst \| Lotto-Soudal \| + 43 s \| \| \| 7.º \| Toon Aerts \| Baloise Trek Lions \| + 43 s \| \| \| 8.º \| Ide Schelling \| Bora-Hansgrohe \| + 43 s \| \| \| 9.º \| Boy van Poppel \| Intermarché-Wanty-Gobert Matériaux \| + 43 s \| \| \| 10.º \| Bryan Coquard \| B&B Hotels p/b KTM \| + 43 s \| \| |                  |                                    |                 |
| |                  |                                    |                 |
| Fuente: ProCyclingStats |                  |                                    |                 |
| Clasificación general |                  |                                    |                 |
| Ciclista | Ciclista         | Equipo                             | Tiempo          |
| 1.º | Remco Evenepoel  | Deceuninck-Quick Step              | 4 h 05 min 00 s |
| 2.º | Robbe Ghys       | Sport Vlaanderen-Baloise           | + 5 s           |
| 3.º | Gianni Marchand  | Tarteletto-Isorex                  | + 8 s           |
| 4.º | Dimitri Claeys   | Qhubeka Assos                      | + 41 s          |
| 5.º | Jasper Philipsen | Alpecin-Fenix                      | + 43 s          |
| 6.º | Jasper De Buyst  | Lotto-Soudal                       | + 43 s          |
| 7.º | Toon Aerts       | Baloise Trek Lions                 | + 43 s          |
| 8.º | Ide Schelling    | Bora-Hansgrohe                     | + 43 s          |
| 9.º | Boy van Poppel   | Intermarché-Wanty-Gobert Matériaux | + 43 s          |
| 10.º | Bryan Coquard    | B&B Hotels p/b KTM                 | + 43 s          |

### 2.ª etapa
| Knokke-Heist - Knokke-Heist | contrarreloj individual | (11,2 km) |

| \| Clasificación de la etapa \| Clasificación de la etapa \| Clasificación de la etapa \| Clasificación de la etapa \| Clasificación de la etapa \| \| Ciclista \| Ciclista \| Equipo \| Tiempo \| \| \| ------------------------- \| ------------------------- \| ------------------------- \| ------------------------- \| ------------------------- \| \| 1.º \| Remco Evenepoel \| Deceuninck-Quick Step \| 12 min 00 s \| \| \| 2.º \| Yves Lampaert \| Deceuninck-Quick Step \| + 2 s \| \| \| 3.º \| Finn Fisher-Black \| Jumbo-Visma \| + 18 s \| \| \| 4.º \| Rune Herregodts \| Sport Vlaanderen-Baloise \| + 19 s \| \| \| 5.º \| Frederik Frison \| Lotto-Soudal \| + 19 s \| \| \| 6.º \| Thibault Guernalec \| Arkéa-Samsic \| + 21 s \| \| \| 7.º \| Lasse Norman Leth \| Qhubeka Assos \| + 21 s \| \| \| 8.º \| Koen Bouwman \| Jumbo-Visma \| + 24 s \| \| \| 9.º \| Davide Ballerini \| Deceuninck-Quick Step \| + 25 s \| \| \| 10.º \| Connor Swift \| Arkéa-Samsic \| + 26 s \| \| |                    |                          |             |
| |                    |                          |             |
| Fuente: ProCyclingStats |                    |                          |             |
| Clasificación de la etapa |                    |                          |             |
| Ciclista | Ciclista           | Equipo                   | Tiempo      |
| 1.º | Remco Evenepoel    | Deceuninck-Quick Step    | 12 min 00 s |
| 2.º | Yves Lampaert      | Deceuninck-Quick Step    | + 2 s       |
| 3.º | Finn Fisher-Black  | Jumbo-Visma              | + 18 s      |
| 4.º | Rune Herregodts    | Sport Vlaanderen-Baloise | + 19 s      |
| 5.º | Frederik Frison    | Lotto-Soudal             | + 19 s      |
| 6.º | Thibault Guernalec | Arkéa-Samsic             | + 21 s      |
| 7.º | Lasse Norman Leth  | Qhubeka Assos            | + 21 s      |
| 8.º | Koen Bouwman       | Jumbo-Visma              | + 24 s      |
| 9.º | Davide Ballerini   | Deceuninck-Quick Step    | + 25 s      |
| 10.º | Connor Swift       | Arkéa-Samsic             | + 26 s      |

| \| Clasificación general \| Clasificación general \| Clasificación general \| Clasificación general \| Clasificación general \| \| Ciclista \| Ciclista \| Equipo \| Tiempo \| \| \| --------------------- \| --------------------- \| --------------------- \| --------------------- \| --------------------- \| \| 1.º \| Remco Evenepoel \| Deceuninck-Quick Step \| 4 h 17 min 00 s \| \| \| 2.º \| Yves Lampaert \| Deceuninck-Quick Step \| + 45 s \| \| \| 3.º \| Gianni Marchand \| Tarteletto-Isorex \| + 53 s \| \| \| 4.º \| Finn Fisher-Black \| Jumbo-Visma \| + 1 min 01 s \| \| \| 5.º \| Koen Bouwman \| Jumbo-Visma \| + 1 min 07 s \| \| \| 6.º \| Connor Swift \| Arkéa-Samsic \| + 1 min 09 s \| \| \| 7.º \| Ide Schelling \| Bora-Hansgrohe \| + 1 min 10 s \| \| \| 8.º \| Oscar Riesebeek \| Alpecin-Fenix \| + 1 min 10 s \| \| \| 9.º \| Pascal Eenkhoorn \| Jumbo-Visma \| + 1 min 10 s \| \| \| 10.º \| Toon Aerts \| Baloise Trek Lions \| + 1 min 15 s \| \| |                   |                       |                 |
| |                   |                       |                 |
| Fuente: ProCyclingStats |                   |                       |                 |
| Clasificación general |                   |                       |                 |
| Ciclista | Ciclista          | Equipo                | Tiempo          |
| 1.º | Remco Evenepoel   | Deceuninck-Quick Step | 4 h 17 min 00 s |
| 2.º | Yves Lampaert     | Deceuninck-Quick Step | + 45 s          |
| 3.º | Gianni Marchand   | Tarteletto-Isorex     | + 53 s          |
| 4.º | Finn Fisher-Black | Jumbo-Visma           | + 1 min 01 s    |
| 5.º | Koen Bouwman      | Jumbo-Visma           | + 1 min 07 s    |
| 6.º | Connor Swift      | Arkéa-Samsic          | + 1 min 09 s    |
| 7.º | Ide Schelling     | Bora-Hansgrohe        | + 1 min 10 s    |
| 8.º | Oscar Riesebeek   | Alpecin-Fenix         | + 1 min 10 s    |
| 9.º | Pascal Eenkhoorn  | Jumbo-Visma           | + 1 min 10 s    |
| 10.º | Toon Aerts        | Baloise Trek Lions    | + 1 min 15 s    |

### 3.ª etapa
| Gingelom - Scherpenheuvel-Zichem | etapa llana | (174,4 km) |

| \| Clasificación de la etapa \| Clasificación de la etapa \| Clasificación de la etapa \| Clasificación de la etapa \| Clasificación de la etapa \| \| Ciclista \| Ciclista \| Equipo \| Tiempo \| \| \| ------------------------- \| ------------------------- \| ---------------------------------- \| ------------------------- \| ------------------------- \| \| 1.º \| Caleb Ewan \| Lotto-Soudal \| 3 h 56 min 43 s \| \| \| 2.º \| Michael Mørkøv \| Deceuninck-Quick Step \| + 0 s \| \| \| 3.º \| Danny van Poppel \| Intermarché-Wanty-Gobert Matériaux \| + 0 s \| \| \| 4.º \| Matteo Moschetti \| Trek-Segafredo \| + 0 s \| \| \| 5.º \| Timothy Dupont \| Bingoal Pauwels Sauces WB \| + 0 s \| \| \| 6.º \| Olav Kooij \| Jumbo-Visma \| + 0 s \| \| \| 7.º \| Bryan Coquard \| B&B Hotels p/b KTM \| + 0 s \| \| \| 8.º \| Thibau Nys \| \| + 0 s \| \| \| 9.º \| Nils Eekhoff \| Team DSM \| + 0 s \| \| \| 10.º \| Niccolò Bonifazio \| Total Direct Énergie \| + 0 s \| \| |                   |                                    |                 |
| |                   |                                    |                 |
| Fuente: ProCyclingStats |                   |                                    |                 |
| Clasificación de la etapa |                   |                                    |                 |
| Ciclista | Ciclista          | Equipo                             | Tiempo          |
| 1.º | Caleb Ewan        | Lotto-Soudal                       | 3 h 56 min 43 s |
| 2.º | Michael Mørkøv    | Deceuninck-Quick Step              | + 0 s           |
| 3.º | Danny van Poppel  | Intermarché-Wanty-Gobert Matériaux | + 0 s           |
| 4.º | Matteo Moschetti  | Trek-Segafredo                     | + 0 s           |
| 5.º | Timothy Dupont    | Bingoal Pauwels Sauces WB          | + 0 s           |
| 6.º | Olav Kooij        | Jumbo-Visma                        | + 0 s           |
| 7.º | Bryan Coquard     | B&B Hotels p/b KTM                 | + 0 s           |
| 8.º | Thibau Nys        |                                    | + 0 s           |
| 9.º | Nils Eekhoff      | Team DSM                           | + 0 s           |
| 10.º | Niccolò Bonifazio | Total Direct Énergie               | + 0 s           |

| \| Clasificación general \| Clasificación general \| Clasificación general \| Clasificación general \| Clasificación general \| \| Ciclista \| Ciclista \| Equipo \| Tiempo \| \| \| --------------------- \| --------------------- \| ---------------------------- \| --------------------- \| --------------------- \| \| 1.º \| Remco Evenepoel \| Deceuninck-Quick Step \| 8 h 13 min 43 s \| \| \| 2.º \| Yves Lampaert \| Deceuninck-Quick Step \| + 45 s \| \| \| 3.º \| Gianni Marchand \| Tarteletto-Isorex \| + 53 s \| \| \| 4.º \| Finn Fisher-Black \| Jumbo-Visma Development Team \| + 1 min 01 s \| \| \| 5.º \| Koen Bouwman \| Jumbo-Visma \| + 1 min 07 s \| \| \| 6.º \| Connor Swift \| Arkéa-Samsic \| + 1 min 09 s \| \| \| 7.º \| Ide Schelling \| Bora-Hansgrohe \| + 1 min 10 s \| \| \| 8.º \| Oscar Riesebeek \| Alpecin-Fenix \| + 1 min 10 s \| \| \| 9.º \| Pascal Eenkhoorn \| Jumbo-Visma \| + 1 min 10 s \| \| \| 10.º \| Toon Aerts \| Baloise Trek Lions \| + 1 min 15 s \| \| |                   |                              |                 |
| |                   |                              |                 |
| Fuente: ProCyclingStats |                   |                              |                 |
| Clasificación general |                   |                              |                 |
| Ciclista | Ciclista          | Equipo                       | Tiempo          |
| 1.º | Remco Evenepoel   | Deceuninck-Quick Step        | 8 h 13 min 43 s |
| 2.º | Yves Lampaert     | Deceuninck-Quick Step        | + 45 s          |
| 3.º | Gianni Marchand   | Tarteletto-Isorex            | + 53 s          |
| 4.º | Finn Fisher-Black | Jumbo-Visma Development Team | + 1 min 01 s    |
| 5.º | Koen Bouwman      | Jumbo-Visma                  | + 1 min 07 s    |
| 6.º | Connor Swift      | Arkéa-Samsic                 | + 1 min 09 s    |
| 7.º | Ide Schelling     | Bora-Hansgrohe               | + 1 min 10 s    |
| 8.º | Oscar Riesebeek   | Alpecin-Fenix                | + 1 min 10 s    |
| 9.º | Pascal Eenkhoorn  | Jumbo-Visma                  | + 1 min 10 s    |
| 10.º | Toon Aerts        | Baloise Trek Lions           | + 1 min 15 s    |

### 4.ª etapa
| Hamoir - Hamoir | etapa escarpada | (152,7 km) |

| \| Clasificación de la etapa \| Clasificación de la etapa \| Clasificación de la etapa \| Clasificación de la etapa \| Clasificación de la etapa \| \| Ciclista \| Ciclista \| Equipo \| Tiempo \| \| \| ------------------------- \| ------------------------- \| ---------------------------------- \| ------------------------- \| ------------------------- \| \| 1.º \| Caleb Ewan \| Lotto-Soudal \| 3 h 37 min 48 s \| \| \| 2.º \| Bryan Coquard \| B&B Hotels p/b KTM \| + 0 s \| \| \| 3.º \| Davide Ballerini \| Deceuninck-Quick Step \| + 0 s \| \| \| 4.º \| Giacomo Nizzolo \| Qhubeka Assos \| + 0 s \| \| \| 5.º \| Jasper De Buyst \| Lotto-Soudal \| + 0 s \| \| \| 6.º \| Ide Schelling \| Bora-Hansgrohe \| + 0 s \| \| \| 7.º \| Loïc Vliegen \| Intermarché-Wanty-Gobert Matériaux \| + 0 s \| \| \| 8.º \| Filippo Fiorelli \| Bardiani CSF Faizanè \| + 0 s \| \| \| 9.º \| Arjen Livyns \| Bingoal Pauwels Sauces WB \| + 0 s \| \| \| 10.º \| Cyril Barthe \| B&B Hotels p/b KTM \| + 0 s \| \| |                  |                                    |                 |
| |                  |                                    |                 |
| Fuente: ProCyclingStats |                  |                                    |                 |
| Clasificación de la etapa |                  |                                    |                 |
| Ciclista | Ciclista         | Equipo                             | Tiempo          |
| 1.º | Caleb Ewan       | Lotto-Soudal                       | 3 h 37 min 48 s |
| 2.º | Bryan Coquard    | B&B Hotels p/b KTM                 | + 0 s           |
| 3.º | Davide Ballerini | Deceuninck-Quick Step              | + 0 s           |
| 4.º | Giacomo Nizzolo  | Qhubeka Assos                      | + 0 s           |
| 5.º | Jasper De Buyst  | Lotto-Soudal                       | + 0 s           |
| 6.º | Ide Schelling    | Bora-Hansgrohe                     | + 0 s           |
| 7.º | Loïc Vliegen     | Intermarché-Wanty-Gobert Matériaux | + 0 s           |
| 8.º | Filippo Fiorelli | Bardiani CSF Faizanè               | + 0 s           |
| 9.º | Arjen Livyns     | Bingoal Pauwels Sauces WB          | + 0 s           |
| 10.º | Cyril Barthe     | B&B Hotels p/b KTM                 | + 0 s           |

| \| Clasificación general \| Clasificación general \| Clasificación general \| Clasificación general \| Clasificación general \| \| Ciclista \| Ciclista \| Equipo \| Tiempo \| \| \| --------------------- \| --------------------- \| ---------------------------- \| --------------------- \| --------------------- \| \| 1.º \| Remco Evenepoel \| Deceuninck-Quick Step \| 11 h 51 min 31 s \| \| \| 2.º \| Yves Lampaert \| Deceuninck-Quick Step \| + 45 s \| \| \| 3.º \| Gianni Marchand \| Tarteletto-Isorex \| + 53 s \| \| \| 4.º \| Finn Fisher-Black \| Jumbo-Visma Development Team \| + 1 min 01 s \| \| \| 5.º \| Koen Bouwman \| Jumbo-Visma \| + 1 min 07 s \| \| \| 6.º \| Connor Swift \| Arkéa-Samsic \| + 1 min 09 s \| \| \| 7.º \| Ide Schelling \| Bora-Hansgrohe \| + 1 min 10 s \| \| \| 8.º \| Oscar Riesebeek \| Alpecin-Fenix \| + 1 min 10 s \| \| \| 9.º \| Toon Aerts \| Baloise Trek Lions \| + 1 min 15 s \| \| \| 10.º \| Jasper De Buyst \| Lotto-Soudal \| + 1 min 15 s \| \| |                   |                              |                  |
| |                   |                              |                  |
| Fuente: ProCyclingStats |                   |                              |                  |
| Clasificación general |                   |                              |                  |
| Ciclista | Ciclista          | Equipo                       | Tiempo           |
| 1.º | Remco Evenepoel   | Deceuninck-Quick Step        | 11 h 51 min 31 s |
| 2.º | Yves Lampaert     | Deceuninck-Quick Step        | + 45 s           |
| 3.º | Gianni Marchand   | Tarteletto-Isorex            | + 53 s           |
| 4.º | Finn Fisher-Black | Jumbo-Visma Development Team | + 1 min 01 s     |
| 5.º | Koen Bouwman      | Jumbo-Visma                  | + 1 min 07 s     |
| 6.º | Connor Swift      | Arkéa-Samsic                 | + 1 min 09 s     |
| 7.º | Ide Schelling     | Bora-Hansgrohe               | + 1 min 10 s     |
| 8.º | Oscar Riesebeek   | Alpecin-Fenix                | + 1 min 10 s     |
| 9.º | Toon Aerts        | Baloise Trek Lions           | + 1 min 15 s     |
| 10.º | Jasper De Buyst   | Lotto-Soudal                 | + 1 min 15 s     |

### 5.ª etapa
| Turnhout - Beringen | etapa llana | (178,7 km) |

| \| Clasificación de la etapa \| Clasificación de la etapa \| Clasificación de la etapa \| Clasificación de la etapa \| Clasificación de la etapa \| \| Ciclista \| Ciclista \| Equipo \| Tiempo \| \| \| ------------------------- \| ------------------------- \| ---------------------------------- \| ------------------------- \| ------------------------- \| \| 1.º \| Mark Cavendish \| Deceuninck-Quick Step \| 3 h 50 min 31 s \| \| \| 2.º \| Tim Merlier \| Alpecin-Fenix \| + 0 s \| \| \| 3.º \| Pascal Ackermann \| Bora-Hansgrohe \| + 0 s \| \| \| 4.º \| Dylan Groenewegen \| Jumbo-Visma \| + 0 s \| \| \| 5.º \| Nacer Bouhanni \| Arkéa-Samsic \| + 0 s \| \| \| 6.º \| Bryan Coquard \| B&B Hotels p/b KTM \| + 0 s \| \| \| 7.º \| Sasha Weemaes \| Sport Vlaanderen-Baloise \| + 0 s \| \| \| 8.º \| Niccolò Bonifazio \| Total Direct Énergie \| + 0 s \| \| \| 9.º \| Caleb Ewan \| Lotto-Soudal \| + 0 s \| \| \| 10.º \| Danny van Poppel \| Intermarché-Wanty-Gobert Matériaux \| + 0 s \| \| |                   |                                    |                 |
| |                   |                                    |                 |
| Fuente: ProCyclingStats |                   |                                    |                 |
| Clasificación de la etapa |                   |                                    |                 |
| Ciclista | Ciclista          | Equipo                             | Tiempo          |
| 1.º | Mark Cavendish    | Deceuninck-Quick Step              | 3 h 50 min 31 s |
| 2.º | Tim Merlier       | Alpecin-Fenix                      | + 0 s           |
| 3.º | Pascal Ackermann  | Bora-Hansgrohe                     | + 0 s           |
| 4.º | Dylan Groenewegen | Jumbo-Visma                        | + 0 s           |
| 5.º | Nacer Bouhanni    | Arkéa-Samsic                       | + 0 s           |
| 6.º | Bryan Coquard     | B&B Hotels p/b KTM                 | + 0 s           |
| 7.º | Sasha Weemaes     | Sport Vlaanderen-Baloise           | + 0 s           |
| 8.º | Niccolò Bonifazio | Total Direct Énergie               | + 0 s           |
| 9.º | Caleb Ewan        | Lotto-Soudal                       | + 0 s           |
| 10.º | Danny van Poppel  | Intermarché-Wanty-Gobert Matériaux | + 0 s           |

## Clasificaciones finales
- Las clasificaciones finalizaron de la siguiente forma:[2]

### Clasificación general
| \| Clasificación general \| Clasificación general \| Clasificación general \| Clasificación general \| Clasificación general \| \| Ciclista \| Ciclista \| Equipo \| Tiempo \| \| \| --------------------- \| --------------------- \| ---------------------------- \| --------------------- \| --------------------- \| \| 1.º \| Remco Evenepoel \| Deceuninck-Quick Step \| 15 h 41 min 59 s \| \| \| 2.º \| Yves Lampaert \| Deceuninck-Quick Step \| + 46 s \| \| \| 3.º \| Gianni Marchand \| Tarteletto-Isorex \| + 56 s \| \| \| 4.º \| Finn Fisher-Black \| Jumbo-Visma Development Team \| + 1 min 04 s \| \| \| 5.º \| Ide Schelling \| Bora-Hansgrohe \| + 1 min 08 s \| \| \| 6.º \| Koen Bouwman \| Jumbo-Visma \| + 1 min 08 s \| \| \| 7.º \| Connor Swift \| Arkéa-Samsic \| + 1 min 12 s \| \| \| 8.º \| Oscar Riesebeek \| Alpecin-Fenix \| + 1 min 13 s \| \| \| 9.º \| Toon Aerts \| Baloise Trek Lions \| + 1 min 13 s \| \| \| 10.º \| Jasper De Buyst \| Lotto-Soudal \| + 1 min 18 s \| \| |                   |                              |                  |
| |                   |                              |                  |
| Fuente: ProCyclingStats |                   |                              |                  |
| Clasificación general |                   |                              |                  |
| Ciclista | Ciclista          | Equipo                       | Tiempo           |
| 1.º | Remco Evenepoel   | Deceuninck-Quick Step        | 15 h 41 min 59 s |
| 2.º | Yves Lampaert     | Deceuninck-Quick Step        | + 46 s           |
| 3.º | Gianni Marchand   | Tarteletto-Isorex            | + 56 s           |
| 4.º | Finn Fisher-Black | Jumbo-Visma Development Team | + 1 min 04 s     |
| 5.º | Ide Schelling     | Bora-Hansgrohe               | + 1 min 08 s     |
| 6.º | Koen Bouwman      | Jumbo-Visma                  | + 1 min 08 s     |
| 7.º | Connor Swift      | Arkéa-Samsic                 | + 1 min 12 s     |
| 8.º | Oscar Riesebeek   | Alpecin-Fenix                | + 1 min 13 s     |
| 9.º | Toon Aerts        | Baloise Trek Lions           | + 1 min 13 s     |
| 10.º | Jasper De Buyst   | Lotto-Soudal                 | + 1 min 18 s     |

### Clasificación por puntos
| Clasificación por puntos | Clasificación por puntos | Clasificación por puntos           | Clasificación por puntos | Clasificación por puntos |
| Ciclista                 | Ciclista                 | Equipo                             | Puntos                   |                          |
| ------------------------ | ------------------------ | ---------------------------------- | ------------------------ | ------------------------ |
| 1.º                      | Caleb Ewan               | Lotto-Soudal                       | 71 pts                   |                          |
| 2.º                      | Bryan Coquard            | B&B Hotels p/b KTM                 | 64 pts                   |                          |
| 3.º                      | Remco Evenepoel          | Deceuninck-Quick Step              | 45 pts                   |                          |
| 4.º                      | Jasper De Buyst          | Lotto-Soudal                       | 34 pts                   |                          |
| 5.º                      | Danny van Poppel         | Intermarché-Wanty-Gobert Matériaux | 32 pts                   |                          |
| 6.º                      | Robbe Ghys               | Sport Vlaanderen-Baloise           | 30 pts                   |                          |
| 7.º                      | Mark Cavendish           | Deceuninck-Quick Step              | 30 pts                   |                          |
| 8.º                      | Davide Ballerini         | Deceuninck-Quick Step              | 29 pts                   |                          |
| 9.º                      | Ide Schelling            | Bora-Hansgrohe                     | 28 pts                   |                          |
| 10.º                     | Tim Merlier              | Alpecin-Fenix                      | 25 pts                   |                          |

### Clasificación de la combatividad
| Clasificación de la combatividad | Clasificación de la combatividad | Clasificación de la combatividad   | Clasificación de la combatividad | Clasificación de la combatividad |
| Ciclista                         | Ciclista                         | Equipo                             | Puntos                           |                                  |
| -------------------------------- | -------------------------------- | ---------------------------------- | -------------------------------- | -------------------------------- |
| 1.º                              | Thomas Sprengers                 | Sport Vlaanderen-Baloise           | 56 pts                           |                                  |
| 2.º                              | Jan-Willem van Schip             | BEAT Cycling                       | 50 pts                           |                                  |
| 3.º                              | Quinten Hermans                  | Intermarché-Wanty-Gobert Matériaux | 34 pts                           |                                  |
| 4.º                              | Tom Dernies                      | Xelliss-Roubaix Lille Métropole    | 30 pts                           |                                  |
| 5.º                              | William Clarke                   | Trek-Segafredo                     | 22 pts                           |                                  |
| 6.º                              | Victor Campenaerts               | Qhubeka Assos                      | 19 pts                           |                                  |
| 7.º                              | David Boucher                    |                                    | 18 pts                           |                                  |
| 8.º                              | Tom Van Asbroeck                 | Israel Start-Up Nation             | 17 pts                           |                                  |
| 9.º                              | Andreas Kron                     | Lotto-Soudal                       | 16 pts                           |                                  |
| 10.º                             | Emīls Liepiņš                    | Trek-Segafredo                     | 16 pts                           |                                  |

### Clasificación por equipos
| Clasificación por equipos | Clasificación por equipos          | Clasificación por equipos | Clasificación por equipos |
| Equipo                    | Equipo                             | Tiempo                    |                           |
| ------------------------- | ---------------------------------- | ------------------------- | ------------------------- |
| 1.º                       | Jumbo-Visma                        | 47 h 09 min 47 s          |                           |
| 2.º                       | Alpecin-Fenix                      | + 35 s                    |                           |
| 3.º                       | Intermarché-Wanty-Gobert Matériaux | + 1 min 19 s              |                           |
| 4.º                       | Lotto Soudal                       | + 3 min 51 s              |                           |
| 5.º                       | B&B Hotels p/b KTM                 | + 4 min 02 s              |                           |
| 6.º                       | Bingoal Pauwels Sauces WB          | + 4 min 15 s              |                           |
| 7.º                       | Deceuninck-Quick Step              | + 4 min 17 s              |                           |
| 8.º                       | Qhubeka Assos                      | + 4 min 23 s              |                           |
| 9.º                       | Arkéa-Samsic                       | + 4 min 53 s              |                           |
| 10.º                      | Total Direct Énergie               | + 5 min 40 s              |                           |

## Evolución de las clasificaciones
| Etapa                   | Vencedor                | Clasificación general | Clasificación por puntos | Clasificación de la combatividad | Clasificación por equipos |
| ----------------------- | ----------------------- | --------------------- | ------------------------ | -------------------------------- | ------------------------- |
| 1.ª                     | Robbe Ghys              | Remco Evenepoel       | Robbe Ghys               | Robbe Ghys                       | Sport Vlaanderen-Baloise  |
| 2.ª                     | Remco Evenepoel         | Remco Evenepoel       | Remco Evenepoel          | Robbe Ghys                       | Jumbo-Visma               |
| 3.ª                     | Caleb Ewan              | Remco Evenepoel       | Remco Evenepoel          | Cédric Beullens                  | Jumbo-Visma               |
| 4.ª                     | Caleb Ewan              | Remco Evenepoel       | Caleb Ewan               | Cédric Beullens                  | Jumbo-Visma               |
| 5.ª                     | Mark Cavendish          | Remco Evenepoel       | Caleb Ewan               | Cédric Beullens                  | Jumbo-Visma               |
| Clasificaciones finales | Clasificaciones finales | Remco Evenepoel       | Caleb Ewan               | Cédric Beullens                  | Jumbo-Visma               |

## UCI World Ranking
La Vuelta a Bélgica otorgó puntos para el UCI World Ranking para corredores de los equipos en las categorías UCI WorldTeam, UCI ProTeam y Continental. Las siguientes tablas son el baremo de puntuación y los 10 corredores que obtuvieron más puntos:
| Posición              | 1.º | 2.º | 3.º | 4.º | 5.º | 6.º | 7.º | 8.º | 9.º | 10.º | 11.º | 12.º | 13.º | 14.º | 15.º | 16.º-30.º | 31.º-40.º |
| Clasificación general | 200 | 150 | 125 | 100 | 85  | 70  | 60  | 50  | 40  | 35   | 30   | 25   | 20   | 15   | 10   | 5         | 3         |
| Por etapa             | 20  | 10  | 5   |     |     |     |     |     |     |      |      |      |      |      |      |           |           |
| Líder                 | 5   |     |     |     |     |     |     |     |     |      |      |      |      |      |      |           |           |

| Clasificación |                   |                       |         |       |       |       |
| Posición      | Ciclista          | Equipo                | General | Etapa | Líder | Total |
| ------------- | ----------------- | --------------------- | ------- | ----- | ----- | ----- |
| 1.º           | Remco Evenepoel   | Deceuninck-Quick Step | 200     | 30    | 20    | 250   |
| 2.º           | Yves Lampaert     | Deceuninck-Quick Step | 150     | 10    | -     | 160   |
| 3.º           | Gianni Marchand   | Tarteletto-Isorex     | 125     | 5     | -     | 130   |
| 4.º           | Finn Fisher-Black | Jumbo-Visma           | 100     | 5     | -     | 105   |
| 5.º           | Ide Schelling     | Bora-Hansgrohe        | 85      | -     | -     | 85    |
| 6.º           | Koen Bouwman      | Jumbo-Visma           | 70      | -     | -     | 70    |
| 7.º           | Connor Swift      | Arkéa Samsic          | 60      | -     | -     | 60    |
| 8.º           | Oscar Riesebeek   | Alpecin-Fenix         | 50      | -     | -     | 50    |
| 9.º           | Toon Aerts        | Baloise-Trek Lions    | 40      | -     | -     | 40    |
| 10.º          | Caleb Ewan        | Lotto Soudal          | -       | 40    | -     | 40    |